# La Proie pour l'ombre (roman)
Pour l’article homonyme, voir La Proie pour l'ombre.
La Proie pour l'ombre (An Unsuitable Job for a Woman) est un roman britannique de Phyllis Dorothy James paru en 1972. C'est le premier titre ayant pour héroïne le personnage fictif de Cordélia Gray.